# ZygoteBody
O Zygote Body, anteriormente Google Body, é um website que permite ao utilizador visualizar um modelo anatómico 3D do corpo humano. Várias camadas podem ser tornadas transparentes, para melhor estudar desde os músculos ao vasos sanguíneos, para permitir um melhor estudo de partes específicas do corpo. A maioria das partes do corpo encontram-se legendadas.
Actualmente, a aplicação está em fase beta.

## Tecnologia
O modelo é baseado na tecnologia desenvolvida pelo Zygote Media Group. O website tira partido do suporte WebGL para permitir a visualização de conteúdo em 3D no navegador, pelo que só funciona no Google Chrome e no Mozilla Firefox 4.